# Dorzecze Parsęty
Dorzecze Parsęty – jedno z bezpośrednich dorzeczy zlewiska Morza Bałtyckiego, obejmujące obszar 3145 km² na Pobrzeżu Koszalińskim i Pojezierzach Zachodniopomorskich. Dorzecze obejmuje dolinę rzeki Parsęty i dorzecza wszystkich jej dopływów.
Według Instytutu Meteorologii i Gospodarki Wodnej, który dokonał podziału Polski na jednostki hydrograficzne najwyższego rzędu, zlewnia Parsęty należy do dorzecza rzek przymorza Bałtyku.
Gospodarzem wszystkich wód w zlewni Parsęty jest Regionalny Zarząd Gospodarki Wodnej w Szczecinie, który administruje regionem wodnym Dolnej Odry i Przymorza Zachodniego.
Najdłuższym dopływem Parsęty jest rzeka Radew, która posiada także największą podzlewnię w dorzeczu Parsęty.
Doliny dorzecza Parsęty zostały objęte obszarem mającym znaczenie dla Wspólnoty „Dorzecze Parsęty”.
```
Lista wszystkich nazwanych cieków wodnych w dorzeczu Parsęty:
```

```
Parsęta

   ├───L───
Kanał Drzewny

   ├>>─L──────┘
   ├───L───
Wielki Rów

   ├───P───
Nieciecza

   ├───L───
Gościnka

   ├───P───
Olszynka

   ├───P───
Pysznica

   ├───P───
Radew

   │ ├───L───
Kościernica

   │ ├───L───
Żeleźna

   │ ├───P───
Kłosówka

   │ ├───P───
Czarna
──────Bagnica
   │ ├───L───
Chotla

   │ │ └───P───
Zaspianka

   │ ├───L───
Kanał Rosnowski

   │ ├>>─L──────┘
   │ ├───P───
Bielica

   │ │ └───P───
Darginka

   │ ├───L───
Jatynia

   │ │ └───P───
Jatynka

   │ ├───P───
Mszanka

   │ │ └───P───
Soknica

   │ ├───L───
Chociel

   │ ├───P───
Zgniła Struga

   │ ├───P───
Drężnianka

   │ Debrzyca
   │ └───P───
Łęczna

   ├───L───
Pokrzywnica

   │ ├───L───
Młynówka

   │ │ └───L───
Krzywy Rów

   │ ├───P───
Mielnica

   │ └───P───
Ponik

   │ └───L───
Wilcza

   ├───L───
Topiel

   │ └───P───
Graniczna

   ├───L───
Stara Parsęta

   ├───P───
Liśnica

   │ └───P───
Leszczynka

   ├───L───
Mogilica

   │ └───P───
Świerznica

   │ └───L───
Grudzianka

   ├───L───
Bukowa

   ├───L───
Dębnica

   │ ├───L───
Wogra

   │ ├───L───
Odpust

   │ ├───L───
Bliska Struga

   │ ├───L───
Brusna

   │ ├───L───
Karsina

   │ └───P───
Lubiatówka

   ├───L───
Brzeźniczka

   ├───L───
Rudy Rów (koło Jagielnika)

   ├───L───
Rudy Rów (koło Zwartowa)

   ├───P───
Perznica

   │ ├───P───
Trzebiegoszcz

   │ ├───P───
Radusza

   │ └───P───
Łozica

   ├───L───
Gęsia

   │ └───P───
Grabiąska Struga

   ├───L───
Struga Wiśnica (dopływ Parsęty)

   ├───L───
Chwalimka

   ├───P───
Kłuda

   └───L───
Żegnica
```